# Alvin Toffler
Alvin Eugene Toffler (ur. 3 października 1928 w Nowym Jorku, zm. 27 czerwca 2016 w Los Angeles) – amerykański pisarz żydowskiego pochodzenia, futurolog, znany głównie z prac na temat cyfrowej rewolucji, rewolucji komunikacyjnej, rewolucji korporacyjnej oraz osobliwości technologicznej. Ukuł m.in. pojęcie szok przyszłości.

## Życiorys
Alvin Toffler urodził się w Nowym Jorku w 1928 roku. Studiował anglistykę na New York University. Tam też wówczas poznał swoją przyszłą żonę, Heidi – studentkę językoznawstwa. Alvin Toffler i jego partnerka mieli wtedy bardzo radykalne poglądy – zrezygnowali z ukończenia studiów i wyjechali w rejon Midwest. Zawarli tam związek małżeński i przez kolejne pięć lat pracowali fizycznie na liniach montażowych. Przy okazji mieli możliwość, aby zapoznać się z zasadami masowej produkcji przemysłowej. Heidi pełniła funkcję w związku pracowniczym odlewni aluminium, w której pracowała. Alvin został mistrzem fabrycznym i pracował jako spawacz.
Mając za sobą robotnicze doświadczenia Alvin Toffler, uzyskał stanowisko w gazecie, która popierała związki zawodowe i pracował jako korespondent biura w Waszyngtonie, a następnie przez trzy lata dla dziennika w Pensylwanii jako korespondent z Kongresu Stanów Zjednoczonych i Białego Domu. W tym czasie jego żona pracowała w specjalistycznej bibliotece utrzymującej zbiory z zakresu biznesu i nauk behawioralnych.
Tofflerowie powrócili do Nowego Jorku gdy Alvin uzyskał pracę jako felietonista magazynu Fortune, początkowo pisał o sprawach pracowniczych a później zaczął pisać o biznesie i zarządzaniu.
Po opuszczeniu magazynu Fortune, Alvin Toffler został zatrudniony przez firmę IBM. Miał prowadzić badania naukowe i napisać pracę na temat społecznych i organizacyjnych skutków wykorzystywania komputerów. Dzięki temu zyskał możliwość kontaktu z pierwszymi „guru” technik komputerowych oraz badaczami i zwolennikami sztucznej inteligencji. Xerox zlecił mu napisanie artykułu o swoim laboratorium badawczym, a AT&T zaproponował mu rolę konsultanta z zakresu zarządzania strategicznego. Praca w AT&T doprowadziła go do badań związanych z telekomunikacją. Toffler doradzał ścisłemu kierownictwu firmy AT&T dokonanie podziału korporacji o przeszło dekadę wcześniej, zanim AT&T zmuszony został do tego przez rząd.
W połowie lat 60. XX w. Tofflerowie rozpoczęli prace, które doprowadziły z czasem do powstania książki Szok przyszłości (1970).
W 1996 roku, z amerykańskim konsultantem biznesowym Tomem Johnsonem, założyli firmę doradczą Toffler Associates. Firma ta miała wprowadzać w życie różne pomysły, o których pisali Tofflerowie, pracowała na rzecz przedsiębiorstw, organizacji pozarządowych oraz rządów Stanów Zjednoczonych, Korei Południowej, Meksyku, Brazylii, Singapuru, Australii i innych krajów.
Alvin Toffler był też wizytującym pracownikiem naukowym w Russell Sage Foundation, profesorem wizytującym na Uniwersytecie Cornella oraz wykładowcą New School for Social Research.
Tofflerowie mieszkali w Bel Air – dzielnicy Los Angeles w Kalifornii, na północ od Sunset Boulevard. Mieli jedno dziecko – Karen Toffler. Karen Toffler (1954-2000) zmarła w wieku 46 lat, po ponad dziesięciu latach cierpień, na zespół Guillain-Barré.

## Koncepcje i publikacje
Alvin Toffler jest przedstawicielem nurtu tzw. „nauki stosowanej”. Głównym pojęciem, do którego Toffler odwołuje się w swoich pracach, jest technika. Całą historię ludzkości rozpatruje on w kontekście trzech następujących po sobie fal technicznych:
- pierwsza fala – agrarna – związana była, zdaniem Tofflera, z pojawianiem się około 10 000 lat temu wynalazków i umiejętności związanych z rolnictwem i upowszechnieniem osiadłego trybu życia;
- druga fala – przemysłowa, to związane z wynalazkiem druku i maszyny parowej pojawienie się industrializmu; wzbierająca około 300 lat temu fala przyniosła wytwarzanie stali, elektryczność, nowe środki transportu i masowej komunikacji, standaryzację i uniformizację;
- trzecia fala – doświadczana obecnie, związana jest bezpośrednio z powstaniem nowych technologii umożliwiających nieograniczoną komunikację między jednostkami dzięki rozwojowi usług i odejściu od masowej produkcji; trzecia fala jest dopiero w początkowej fazie i napotyka opór obrońców drugiej fali.

Najbardziej znanym pojęciem ukutym przez Tofflera jest „szok przyszłości”, określający stan psychiczny jednostek i grup (nawet całych społeczeństw) w okresie przyśpieszenia zmian społecznych, opisywany m.in. jako „szarpiący nerwy stres i dezorientacja, które wzniecamy w ludziach poddając ich zbyt wielkim zmianom w zbyt krótkim czasie”.
Najważniejsza w teorii Tofflera jest teza o zachodzeniu na siebie różnych form i faz cywilizacyjnych. Uważa on, że zjawisko to przybiera na sile zwłaszcza w ostatnim półwieczu, kiedy nastąpiło ogromne przyśpieszenie rozwoju technologicznego przy jednoczesnej globalizacji i wciągnięciu niemal wszystkich krajów w wir gospodarki światowej.
Wnioskiem, jaki wyciąga Toffler z tezy o nakładających się na siebie falach cywilizacyjnych, jest nieprzewidywalność procesów historycznych. Przewidywanie takie jest możliwe w ramach jednej, określonej fali. Wszelkie przewidywania natomiast tracą sens, gdy występują zderzające się różne fale i żadna nad innymi nie góruje. W obliczu takich zmian tracą na wartości zastane podziały na prawicę, lewicę, konserwatyzm, reakcję czy awangardę.
W demokracji XXI w. dominować mają trzy zasady: potęga mniejszości, „demokracja na pół bezpośrednia” oraz podział decyzji.
Toffler swą myśl opierał na tym, co nazywał „rewolucyjną przesłanką”: na optymizmie przekonującym, że pomimo wstrząsów i przewrotów, jakie następują szczególnie przy przybieraniu fali trzeciej, ludzkość nie wyniszczy się całkowicie. Jednocześnie zakładał, że zmiany mają charakter kumulatywny – powodują przeobrażenia wszystkich aspektów życia, powodując kolejne fale przemian – zdrowa i upragniona przyszłość nie jest więc w tym modelu możliwa. Wizja Tofflera daleka jest więc od końca historii (np. Francis Fukuyama) czy wojen cywilizacji, jakie prezentują inni obserwatorzy teraźniejszości.
Współautorką książek Alvina Tofflera była jego żona Heidi Toffler.

## Tłumaczenia prac na język polski
- Szok przyszłości, Poznań 1998, Wyd. Zysk i S-ka Wydawnictwo, seria Antropos, ISBN 83-7150-460-8, Wyd II: Poznań, Wydawnictwo Kurpisz (Future Shock 1970)
- Ekospazm, Warszawa 1977, Czytelnik (The Eco-Spasm Report 1975)
- Trzecia fala, pierwsze wydanie pełne: Warszawa 1997, PIW, ISBN 83-06-02594-6, Wyd II: Poznań, Wydawnictwo Kurpisz (The Third Wave 1980)
- Zmiana władzy. Wiedza, bogactwo i przemoc u progu XXI stulecia, Poznań 2003, Zysk i S-ka, seria Antropos, ISBN 83-7298-189-2 (Powershift: Knowledge, Wealth and Violence at the Edge of the 21st Century 1990)
- Wojna i antywojna, I wyd: Warszawa 1997, Wyd. Muza, ISBN 83-7079-822-5; II wyd: Warszawa 1998, Bertelsman Media; III wyd: Poznań 2006, Wyd. Kurpisz ISBN 83-89738-91-0 (War and Anti-War 1995)
- Budowa nowej cywilizacji. Polityka trzeciej fali, Poznań 1996, Zysk i S-ka, seria Antropos, ISBN 83-7150-556-6 (Creating a new civilization. The Politics of the Third Wave 1995)
- Rewolucyjne bogactwo, Poznań 2007, Wydawnictwo Kurpisz, ISBN 978-83-7524-003-0 (Revolutionary Wealth 2006)

### Inne prace w oryginale
- Previews & Premises (1983)
- The Adaptive Corporation (1985)